# Kiambura
Kiambura is een geslacht van wantsen uit de familie van de Miridae (Blindwantsen). Het geslacht werd voor het eerst wetenschappelijk beschreven door China in 1936.

## Soorten
Het genus bevat de volgende soorten:

- Kiambura aias Linnavuori, 1974
- Kiambura bifurcata Linnavuori, 1974
- Kiambura coffeae China, 1936
- Kiambura kleis Linnavuori, 1974
- Kiambura politus (Odhiambo, 1961)